# Tanjung Karangan (Gumay Talang)
Tanjung Karangan is een bestuurslaag in het regentschap Lahat van de provincie Zuid-Sumatra, Indonesië. Tanjung Karangan telt 371 inwoners (volkstelling 2010).